# つるぎ町立貞光小学校
つるぎ町立 貞光小学校（つるぎちょうりつ さだみつしょうがっこう）は、徳島県美馬郡つるぎ町にある公立小学校。

## 概要
明治時代初期に設置された郷学校を前身としている。
地域での小中一貫教育の取り組みを実施している。旧貞光町の時代には、1966年から2004年まで保幼小中一貫教育を進めていた。合併でつるぎ町が発足したのちの2006年には、徳島県教育委員会から「小中一貫教育パイオニア事業」のモデル地域（3年間）に指定された。
また太平洋戦争時の1945年1月29日、学校に隣接する真光寺で火災が発生し、同寺を学童疎開先の宿舎としていた大阪府大阪市大正区・南恩加島国民学校（現在の大阪市立南恩加島小学校）の児童16人が死亡する事故があった。この火災では終戦直後に当時の貞光町民らが募金を出し合って「十六地蔵尊」を建立し、また十六地蔵尊に関する書籍やアニメが制作されている。
学校では十六地蔵尊の法要に毎年参加し、また南恩加島小学校との交流活動をおこなうなど、十六地蔵尊を通した平和学習にも力を入れている。
学校では『スーパー挨拶校』を目指して、毎朝、校長先生と児童会のメンバーが、校門に立って挨拶運動をしている。
毎年、全校児童が農業体験に参加している。

## 沿革
- 1872年 - 郷学校を創立。
- 1873年 - 益習小学校と改称。
- 1876年 - 貞光小学校と改称。
- 1886年 - 貞光尋常小学校と改称。
- 1899年 - 貞光尋常高等小学校と改称。
- 1941年 - 徳島県美馬郡貞光町貞光国民学校と改称。
- 1947年 - 徳島県美馬郡貞光町貞光小学校と改称。
- 2005年 - 町村合併により、つるぎ町立貞光小学校と改称。

## クラブ活動
- 金管バンド[6]

## 通学区域
- つるぎ町[7]
  - 貞光字西山、字馬出、字宮下、字大須賀、字町、字中須賀、字前田、字東浦、字西浦、字野口、字辻、字宮内、字江ノ脇、字大坊、字岡、字平石、字別所、字白村、字引地、字浦山、字定山、字中山、字長木、字長木影、字広谷、字広谷東、字広谷影、字西谷、字谷向、字平野、字家賀道下、字家賀道上、字捨子、字捨子谷北、字捨子谷南、字乙部、字竹屋敷、字長谷、字宅熊、字皆瀬、字皆瀬川向、字森ノ本、字三木枋、字川見、字川見西、字川見津、字東丸井、字西丸井、字木屋、字横野、字吉良、字長瀬、字西長瀬、字宮平、字日浦、字日浦川向、字猿飼、字成谷

## 進学先中学校
- つるぎ町立貞光中学校[7]

## 交通
- JR徳島線貞光駅

## 通学区域が隣接している学校
- つるぎ町立太田小学校
- 美馬市立美馬小学校
- つるぎ町立半田小学校
- 三好市立東祖谷小学校
- 美馬市立木屋平小学校
- 美馬市立穴吹小学校
- 美馬市立三島小学校